# Liste finnlandschwedischer Schriftsteller
Die Liste umfasst Vertreter der finnlandschwedischen Literatur und enthält die Geburtsdaten sowie Angaben zu den relevanten Gattungen (z. B. Prosa, Lyrik, Essay, Drama und Sachliteratur) sowie bedeutende Auszeichnungen. 
| Name                       | Geboren | Gestorben | Arbeitsgebiet                                | Literaturpreise oder andere Auszeichnungen |
| -------------------------- | ------- | --------- | -------------------------------------------- | --- |
| Peppe Öhman                | 1976    |           | Prosa, Sachbuch, Kinder- und Jugendliteratur | |
| Maria Grundvall            | 1976    |           | Prosa                                        | |
| Hannele Mikaela Taivassalo | 1974    |           |                                              | Runeberg-Preis, Längmanska kulturfondens Finlandspris |
| Michaela von Kügelgen      | 1986    |           | Prosa, Sachbuch                              | |
| Agneta Enckell             | 1957    |           | Lyrik                                        | Bellman-Preis |
| Emilie Björkstén           | 1823    | 1896      | Lyrik, Memoiren                              | |
| Martina Moliis-Mellberg    | 1984    |           | Lyrik, Kinder- und Jugendliteratur           | Stipendium ur Gerard Bonniers donationsfond |
| Pamela Granskog            | 20. Jh. |           | Sachbuch                                     | |
| Monika Fagerholm           | 1961    |           | Prosa                                        | Runeberg-Preis, Danke-für-das-Buch-Medaille, August-Preis, Aniara-Preis, Göteborgs-Postens litteraturpris, Pocketpriset, Pro Finlandia-Medaille des Ordens des Löwen von Finnland, Nordischer Preis der Schwedischen Akademie, Stina Aronsons pris, Literaturpreis des Nordischen Rates, Karl-Emil-Tollander-Preis, Stiftelsen Selma Lagerlöfs litteraturpris, Övralidspriset |
| Maria Turtschaninoff       | 1977    |           | Kinder- und Jugendliteratur, Prosa, Sachbuch | Finlandia Junior, Svenska Yles litteraturpris |
| Sabira Ståhlberg           | 1969    |           | Kinder- und Jugendliteratur, Lyrik, Sachbuch | |
| Bengt Ahlfors              | 1937    |           |                                              | Pro Finlandia-Medaille des Ordens des Löwen von Finnland, Karl-Emil-Tollander-Preis |
| Claes Andersson            | 1937    | 2019      |                                              | Eino Leino-Preis, Aniara-Preis, Svenska Akademiens Finlandspris, Außergewöhnlicher Preis der Gemeinschaft der Neun, Karl-Emil-Tollander-Preis |
| Johan Bargum               | 1943    |           |                                              | Pro Finlandia-Medaille des Ordens des Löwen von Finnland, Karl-Emil-Tollander-Preis |
| Bo Carpelan                | 1926    | 2011      |                                              | Literaturpreis des Nordischen Rates, Svenska Akademiens nordiska pris, Pro Finlandia-Medaille des Ordens des Löwen von Finnland, Aniara-Preis, Danke-für-das-Buch-Medaille, Svenska Akademiens Finlandspris, Großer Preis des Samfundet De Nio, Karl-Emil-Tollander-Preis |
| Walentin Chorell           | 1912    | 1983      |                                              | Karl-Emil-Tollander-Preis, Pro Finlandia-Medaille des Ordens des Löwen von Finnland |
| Anders Cleve               | 1937    | 1985      |                                              | Karl-Emil-Tollander-Preis |
| Tito Colliander            | 1904    | 1989      |                                              | Pro Finlandia-Medaille des Ordens des Löwen von Finnland, Svenska Akademiens Finlandspris, Großer Preis des Samfundet De Nio, Karl-Emil-Tollander-Preis |
| Elmer Diktonius            | 1896    | 1961      |                                              | Großer Preis des Samfundet De Nio, Karl-Emil-Tollander-Preis |
| Jörn Donner                | 1933    | 2020      |                                              | Kategorie Beste Regie beim Jussi, Svenska Akademiens Finlandspris, Axel Hirschs-Preis, Titularprofessor (Finnland), Karl-Emil-Tollander-Preis, Pro Finlandia-Medaille des Ordens des Löwen von Finnland |
| Rabbe Enckell              | 1903    | 1974      |                                              | Pro Finlandia-Medaille des Ordens des Löwen von Finnland, Großer Preis des Samfundet De Nio, Eino Leino-Preis, Svenska Akademiens Finlandspris, Karl-Emil-Tollander-Preis |
| Tua Forsström              | 1947    |           | Lyrik                                        | Literaturpreis des Nordischen Rates, Pro Finlandia-Medaille des Ordens des Löwen von Finnland, Aniara-Preis, Bellman-Preis, Svenska Akademiens Finlandspris, Großer Preis des Samfundet De Nio, Karl-Emil-Tollander-Preis |
| Frans Michael Franzén      | 1772    | 1847      |                                              | Lundplad-Preis |
| Axel Erik Heinrichs        | 1890    | 1965      |                                              | Ritterkreuz des Eisernen Kreuzes, Militärorden Michael der Tapfere, Orden Polonia Restituta, Drei-Sterne-Orden, Karl-Emil-Tollander-Preis, Officier de la Legion d'Honneur, Deutsches Kreuz in Gold |
| Annika Idström             | 1947    | 2011      |                                              | Pro Finlandia-Medaille des Ordens des Löwen von Finnland, Kalevi Jäntin palkinto |
| Tove Jansson               | 1914    | 2001      |                                              | Orden des Lächelns, Hans Christian Andersen Preis, Pro Finlandia-Medaille des Ordens des Löwen von Finnland, Selma-Lagerlöf-Preis, Svenska Akademiens Finlandspris, Nils-Holgersson-Plakette, Elsa-Beskow-Plakette, Karl-Emil-Tollander-Preis, Anni-Swan-Medaille |
| Willy Kyrklund             | 1921    | 2009      |                                              | Svenska Akademiens nordiska pris, Großer Preis des Samfundet De Nio, Litteris et Artibus, Signe Ekblad-Eldhs Preis, Aniara-Preis |
| Ulla-Lena Lundberg         | 1947    |           | Lyrik                                        | Pro Finlandia-Medaille des Ordens des Löwen von Finnland, Danke-für-das-Buch-Medaille, Runeberg-Preis, Svenska Akademiens Finlandspris, Karl-Emil-Tollander-Preis |
| Sebastian Lybeck           | 1929    | 2020      | Kinder- und Jugendliteratur                  | |
| Merete Mazzarella          | 1945    |           |                                              | Karl-Emil-Tollander-Preis, Außergewöhnlicher Preis der Gemeinschaft der Neun |
| Hagar Olsson               | 1893    | 1978      |                                              | Pro Finlandia-Medaille des Ordens des Löwen von Finnland, Svenska Akademiens Finlandspris, Eino Leino-Preis, Karl-Emil-Tollander-Preis |
| Oscar Parland              | 1912    | 1997      |                                              | Karl-Emil-Tollander-Preis |
| Sally Salminen             | 1906    | 1976      |                                              | Karl-Emil-Tollander-Preis |
| Göran Schildt              | 1917    | 2009      |                                              | Karl-Emil-Tollander-Preis, Svenska Akademiens Finlandspris |
| Torsten Steinby            | 1908    | 1995      |                                              | Svenska Akademiens Finlandspris, Karl-Emil-Tollander-Preis |
| Märta Tikkanen             | 1935    |           |                                              | Danke-für-das-Buch-Medaille, Pro Finlandia-Medaille des Ordens des Löwen von Finnland, Svenska Akademiens Finlandspris, Signe Ekblad-Eldhs Preis, Karl-Emil-Tollander-Preis |
| Ole Torvalds               | 1916    | 1995      |                                              | Karl-Emil-Tollander-Preis |
| Kjell Westö                | 1961    |           |                                              | Literaturpreis des Nordischen Rates, Aniara-Preis, Danke-für-das-Buch-Medaille, Pro Finlandia-Medaille des Ordens des Löwen von Finnland, Großer Preis des Samfundet De Nio, Romanpreis des Schwedischen Radios |
| Georg Henrik von Wright    | 1916    | 2003      |                                              | Selma-Lagerlöf-Preis, Svenska Akademiens Finlandspris, Karl-Emil-Tollander-Preis |
| Emil Zilliacus             | 1878    | 1961      |                                              | Großer Preis des Samfundet De Nio, Karl-Emil-Tollander-Preis, Ehrendoktor der Universität Göteborg |
| Gösta Ågren                | 1936    | 2020      |                                              | Pro Finlandia-Medaille des Ordens des Löwen von Finnland, Svenska Akademiens Finlandspris, Karl-Emil-Tollander-Preis |